# اما (مجموعه تلویزیونی کره جنوبی)
اِما (کره‌ای: 애마) مجموعه تلویزیونی محصول کره جنوبی در ژانر کمدی درام به نویسندگی و کارگردانی لی هه یونگ و با بازی لی هانی، بانگ هیو رین، جین سون کیو و چو هیون چول است. این مجموعه داستان تلاش‌های جونگ هی ران و شین جو ئه را در جریان ساخت فیلم پرفروش و جنجالی بانو اِما روایت می‌کند؛ اثری که در اوایل دههٔ ۱۹۸۰ کره را فراگرفت. این مجموعه قرار است در ۲۲ اوت ۲۰۲۵ از نتفلیکس منتشر شود.

## خلاصه داستان
در دنیای پرجنب‌وجوش اما مردسالار سینمای کره در دههٔ ۱۹۸۰، فیلم اروتیک جنجالی مادام اِما در آستانهٔ اکران است؛ اثری که موجی از هیجان و بحث‌برانگیزی به پا می‌کند. داستان بر محور دو بازیگر زن با شخصیت‌هایی متضاد می‌چرخد که با وجود اختلاف‌ها، در مبارزهٔ مشترک خود علیه ماهیت استثماری این صنعت، به یکدیگر پیوند می‌خورند.

## بازیگران

### اصلی
- لی هانی در نقش جونگ هی ران[۱]

یک ستاره در حال پیشرفت
- بانگ هیو رین در نقش شین جو ئه[۱]

یک بازیگر تازه‌کار
- جین سون کیو در نقش گو جو هو[۱]

مدیر عامل شین‌سونگ فیلمز، شرکت تولیدی برای فیلم مادام اِما
- چو هیون چول در نقش کواک این وو[۱]

یک کارگردان تازه‌کار

### مکمل
- وو جی هیون[۱]
- لی جو یونگ[۱]
- کیم جونگ سو[۱]
- لی سونگ ووک[۱]
- آن گیل کانگ[۱]

## تولید

### توسعه
این مجموعه به‌طور رسمی توسط نتفلیکس سفارش داده شد و لی هه یونگ به‌عنوان نویسنده و کارگردان پروژه انتخاب شد. شرکت‌های د لمپ و استودیو کیک نیز به‌طور مشترک مسئولیت تولید را بر عهده داشتند.

### انتخاب بازیگران
در مهٔ ۲۰۲۳ گزارش شد که لی هانی در این مجموعه ایفای نقش خواهد کرد. در سپتامبر ۲۰۲۳ نیز خبر پیوستن جین سون کیو، بانگ هیو رین و چو هیون چول منتشر شد. در همان ماه، حضور لی، جین، بانگ و چو به‌طور رسمی تأیید گردید.

### فیلم‌برداری
فیلم‌برداری اصلی این مجموعه در سال ۲۰۲۳ آغاز شد و در سال ۲۰۲۴ به پایان رسید.

## انتشار
این مجموعه در ۲۲ اوت ۲۰۲۵ از نتفلیکس منتشر خواهد شد.